# Jusqu'à la dernière goutte de sang
Pour plus de détails, voir Fiche technique et Distribution.
Jusqu'à la dernière goutte de sang (All'ultimo sangue) est un western spaghetti italien réalisé par Paolo Moffa et sorti en 1968.

## Synopsis
Un groupe de hors-la-loi mené par Billy Gunn vole un considérable trésor de guerre de l'armée et tue plusieurs soldats. Le capitaine Clive Norton est chargé d'arrêter les criminels et de ramener l'argent. Norton insiste pour que le condamné à mort Chaleco, un ancien compagnon de Gunn, l'accompagne. Celui-ci accepte volontiers l'occasion, car il peut ainsi non seulement échapper à la pendaison, mais aussi régler un compte personnel.
Au cours de la poursuite et de la recherche commune des indices, les deux hommes apprennent à se respecter et à travailler ensemble. Lorsqu'ils rencontrent un groupe de Mexicains autour du chef Cordero, ils doivent également se défendre contre les intérêts de ce dernier. Finalement, ils parviennent à atteindre leurs objectifs.

## Fiche technique
- Titre italien original : All'ultimo sangue[1]
- Titre français : Jusqu'à la dernière goutte de sang ou Et vint l'heure de l'horreur[2]
- Réalisateur : Paolo Moffa (sous le nom de « John Byrd »)
- Scénario : Paolo Moffa, Enzo Dell'Aquila
- Photographie : Franco Villa (it)
- Musique : Nico Fidenco
- Décors et costumes : Carlo Gentili
- Maquillage : Gennaro Visconti
- Production : Renzo Renzi, Otello Cocchi
- Société de production : Società Ambrosiana Cinematografica (SAC)
- Pays de production :  Italie
- Langue originale : italien
- Format : Couleurs par Eastmancolor - 2,35:1 - Son mono - 35 mm
- Durée : 109 minutes
- Genre : Western spaghetti
- Dates de sortie :
  - Italie : 18 juillet 1968
  - France : 9 septembre 1970[2]

## Distribution
- Craig Hill : Clive Norton
- Ettore Manni : El Chaleco
- Giovanni Cianfriglia (sous le nom de « Ken Wood ») : Billy dit « le Pistolero »
- José Greci : Consuelo
- Francesco Santovetti : Cordero
- Luciano Doria : le colonel
- Giuseppe Sorrentino (it) : Jim dit « Double Whisky »
- Ruggero Salvadori : le lieutenant